# Sala Turniejowa na Wawelu

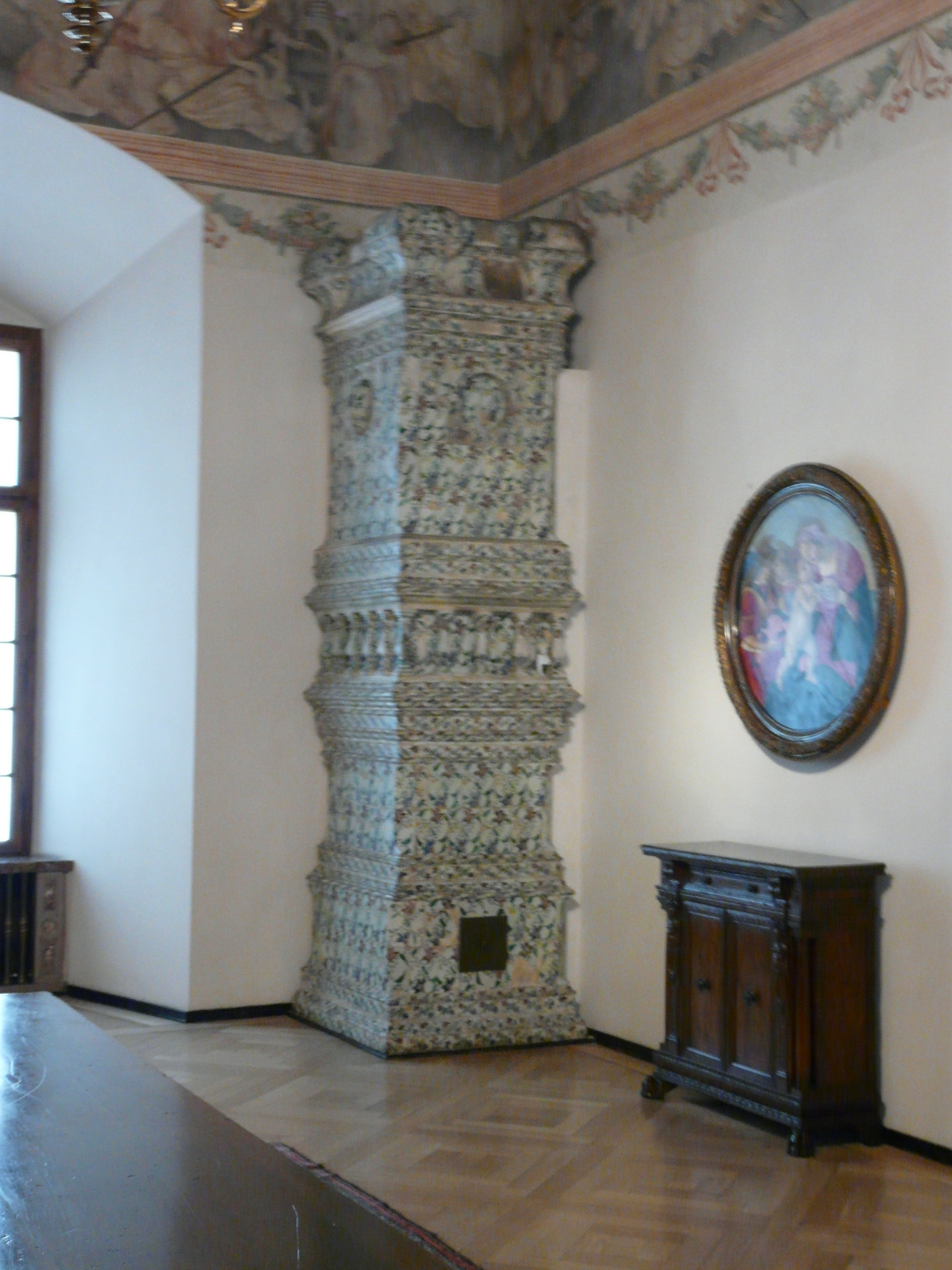
fragment sali

Sala Turniejowa na Wawelu, zwana także Rady królewskiej – pomieszczenie Zamku Królewskiego na wzgórzu wawelskim w Krakowie. Obecnie wchodzi w skład ekspozycji Reprezentacyjnych Komnat Królewskich. Znajduje się na drugim piętrze, we wschodnim skrzydle zamku, pomiędzy klatką schodową Poselską, a salą Pod Przeglądem Wojsk.

## Historia
Sala powstała przed 1535 rokiem. Restauracja nastąpiła w latach 20. XX wieku. W 1926 L. Pękalski dokonał konserwacji fryzu.

## Architektura
Wnętrze urządzone jest w stylu renesansowym. Wiodą do niego dwa portale. Pomieszczenie nakrywa strop kasetonowy ze złoconymi kwiatonami, pod którym widnieje fryz, ukazujący turniej rycerski. Zaprojektował go w 1535 roku i namalował Hans Dürer, natomiast Antoni z Wrocławia ukończył to malowidło. W południowo-wschodnim rogu sali znajduje się piec kaflowy z zamku w Wiśniowcu z XVIII wieku. Ponadto sala wyposażona jest w dywan z XIX wieku, a także meble z wieku XVI. Są wśród nich m.in.:
- stół ze Sieny (połowa XVI wieku), z pałacu Palmerich (później w zbiorach Sickarta w Wiedniu), którego zewnętrzne ściany licowe podpór zawierają herby rodzin włoskich w kartuszach o wolutowym obramieniu,
- skrzynia typu sarkofagowego (1. połowa XVI wieku) z Florencji (w zbiorach zamku od 1927 roku), z warsztatu Bartolomea Ammanatiego, wykonana z drewna orzechowego, rzeźbiona, o wymiarach 50 x 157 x 64 cm; korpus obiektu zwęża się ku dołowi, gdzie wsparty jest na rzeźbionych łapach zwierzęcych; ściany pokrywają dekoracje w formie kanelur, zakończonych wolutami, gdzie na ścianie frontowej wpleciony jest herb rodziny Seratonich,
- szafka kredensowa.

We wnętrzu umieszczono także obrazy, wśród których znajdują się:
- Portret Franciszka I de’Medici pędzla Alessandra Allori z około 1560 roku, przekazany zamkowi przez Ministerstwo Kultury i Sztuki w 1946 roku, olej na płótnie o wymiarach 98 x 79 cm,
- Portret Bernadetta Medyceusza pędzla Giorgia Vasariego.